# 阿高人
阿高人是埃塞俄比亚北部高原和厄立特里亚的一个原住民族，操亚非语系库希特语族阿高语。阿高人在历史上以信仰“希伯来宗教”而知名，不少阿高人信仰埃塞俄比亚正教，也有不少阿高人是贝塔以色列犹太人。